# Di-jood
Di-jood of moleculair jood (I2) is de belangrijkste enkelvoudige stof van het element jood. Bij normale druk en temperatuur is di-jood een kristallijne vaste stof met een donkergrijze tot donkerviolette kleur en een metaalglans. De vaste stof is vluchtig en sublimeert gemakkelijk tot een paarse damp met een prikkelende geur.

## Eigenschappen en reacties
Zoals andere halogenen kan di-jood met veel andere elementen verbindingen vormen. De reactiviteit is echter minder groot dan de lichtere halogenen zoals difluor en dichloor. Met diwaterstof reageert di-jood tot waterstofjodide:
{\displaystyle \mathrm {I_{2}\ +\ H_{2}\longrightarrow \ 2\ HI} }
Di-jood kan gereduceerd worden tot jodide, maar is in vergelijking met dichloor en difluor een matige oxidator (E° = 0,54 V). Di-jood wordt gereduceerd tot waterstofjodide door waterstofsulfide:
{\displaystyle \mathrm {I_{2}\ +\ H_{2}S\longrightarrow \ 2\ HI\ +\ S} }
Het kan ook door hydrazine gereduceerd worden:
{\displaystyle \mathrm {2\ I_{2}\ +\ N_{2}H_{4}\longrightarrow \ 4\ HI\ +\ N_{2}} }
Di-jood wordt geoxideerd tot waterstofjodaat door salpeterzuur:
{\displaystyle \mathrm {I_{2}\ +\ 10\ HNO_{3}\longrightarrow \ 2\ HIO_{3}\ +\ 10\ NO_{2}\ +\ 4\ H_{2}O} }
Ook met chloraten kan dit plaatsgrijpen:
{\displaystyle \mathrm {I_{2}\ +\ 2\ {ClO_{3}}^{-}\longrightarrow \ 2\ {IO_{3}}^{-}\ +\ Cl_{2}} }
Di-jood wordt omgezet in twee stappen in jodide en jodaat in oplossingen van hydroxiden van alkalimetalen (zoals natriumhydroxide):
{\displaystyle \mathrm {I_{2}\ +\ 2\ OH^{-}\longrightarrow \ I^{-}\ +\ IO^{-}\ +\ H_{2}O} }
{\displaystyle \mathrm {3\ {IO}^{-}\longrightarrow \ 2\ I^{-}\ +\ IO_{3}^{-}} }
Met ammoniak reageert di-jood tot het explosieve stikstoftri-jodide.
Di-jood lost vrij slecht op in water maar lost goed op in ethanol (joodtinctuur), chloroform, tetrachloormethaan en koolstofdisulfide en in een waterige oplossing van kaliumjodide (lugol-oplossing). Oplossingen van di-jood in zuurstofhoudende oplosmiddelen hebben een bruine kleur; oplossingen van de stof in andere oplosmiddelen een paarse of roze kleur. De oplosbaarheid van di-jood in water kan verhoogd worden door een hoeveelheid kaliumjodide toe te voegen. Hierbij wordt het goed oplosbare tri-jodide gevormd:
{\displaystyle \mathrm {I_{2}\ +\ I^{-}\longrightarrow \ {I_{3}}^{-}} }
Di-jood reageert exotherm wanneer het in contact komt met alfa-pineen (een van de hoofdcomponenten van terpentijn). De reden hiervoor is dat alfa-pineen een dubbele binding in een gespannen ringsysteem bezit, waaraan di-jood kan adderen. Met deze additie gaat een omlegging van het koolstofskelet gepaard, hetgeen de exotherme reactie verklaart.

## Synthese
Di-jood kan bereid worden door oxidatie van jodiden met dichloor:
{\displaystyle \mathrm {2\ I^{-}\ +\ Cl_{2}\longrightarrow \ 2\ Cl^{-}\ +\ I_{2}} }
Een andere methode is de oxidatie met mangaan(IV)oxide in zuur milieu:
{\displaystyle \mathrm {2\ I^{-}\ +\ MnO_{2}\ +\ 4\ H^{+}\longrightarrow \ I_{2}\ +\ 2\ H_{2}O\ +\ Mn^{2+}} }

## Toepassingen
In een mengsel van water en ethanol opgelost wordt di-jood gebruikt voor het ontsmetten van wonden en bij operaties (joodtinctuur). Een variant hiervan is povidonjood (betadine).
Wanneer een di-joodoplossing en een zetmeeloplossing (stijfsel) worden samengevoegd ontstaan er jood-zetmeelamylosecomplexen, die zich kenmerken door een diepblauwe kleur. Zodoende wordt di-jood gebruikt als indicator voor zetmeel, en omgekeerd.
Di-jood wordt gebruikt voor het doteren van halfgeleiders.